# Saintes Grandes Rives, l'Agglo
Saintes Grandes Rives, l'Agglo, anciennement la communauté d'agglomération de Saintes, est un établissement public de coopération intercommunale (EPCI) français, situé dans le département de la Charente-Maritime et la région Nouvelle-Aquitaine.

## Historique
Officiellement constituée le 1er janvier 2013 par un arrêté préfectoral du 28 décembre 2012, la Communauté d'agglomération de Saintes a été créée par la fusion de deux anciennes communautés de communes, la communauté de communes du Pays Santon qui rassemblait 19 communes autour de Saintes et la communauté de communes Vignobles et Vals boisés du Pays Buriaud qui regroupait dix communes, et par le rattachement de plusieurs communes qui ont désiré rejoindre cette nouvelle structure intercommunale. Ces dernières sont Écoyeux qui a quitté la communauté de communes du canton de Saint-Hilaire-de-Villefranche, Montils qui s'est retirée de la communauté de communes de la Région de Pons et La Clisse, Corme-Royal, Luchat et Pisany qui sont issues de la communauté de communes des bassins Seudre-et-Arnoult, cette dernière ayant été dissoute en janvier 2013.
La commune de Rouffiac, issue de la communauté de communes de la Haute-Saintonge et jusqu'alors enclavée dans le territoire de la communauté d'agglomération, a rejoint cette dernière le 1er janvier 2014.
Sur la demande du conseil communautaire, la communauté d'agglomération prend par arrêté préfectoral du 31 octobre 2023  le nom de Saintes - Grandes Rives - l'Agglo.

## Territoire communautaire

### Géographie physique
Située au centre du département de la Charente-Maritime, la communauté d'agglomération de Saintes regroupe 36 communes et présente une superficie de 474,6 km2.

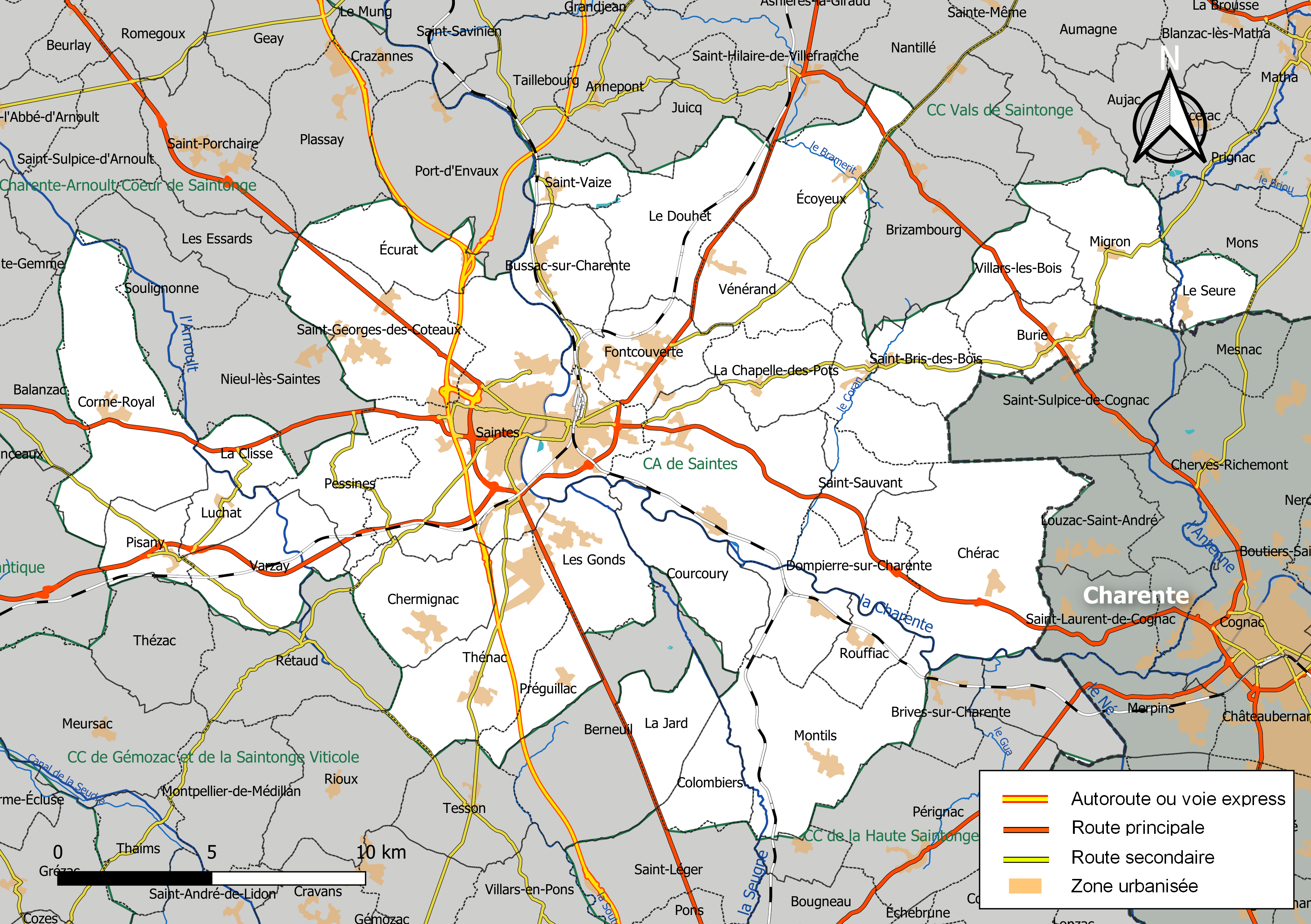
Carte de la communauté d'agglomération de Saintes au 1er janvier 2019.

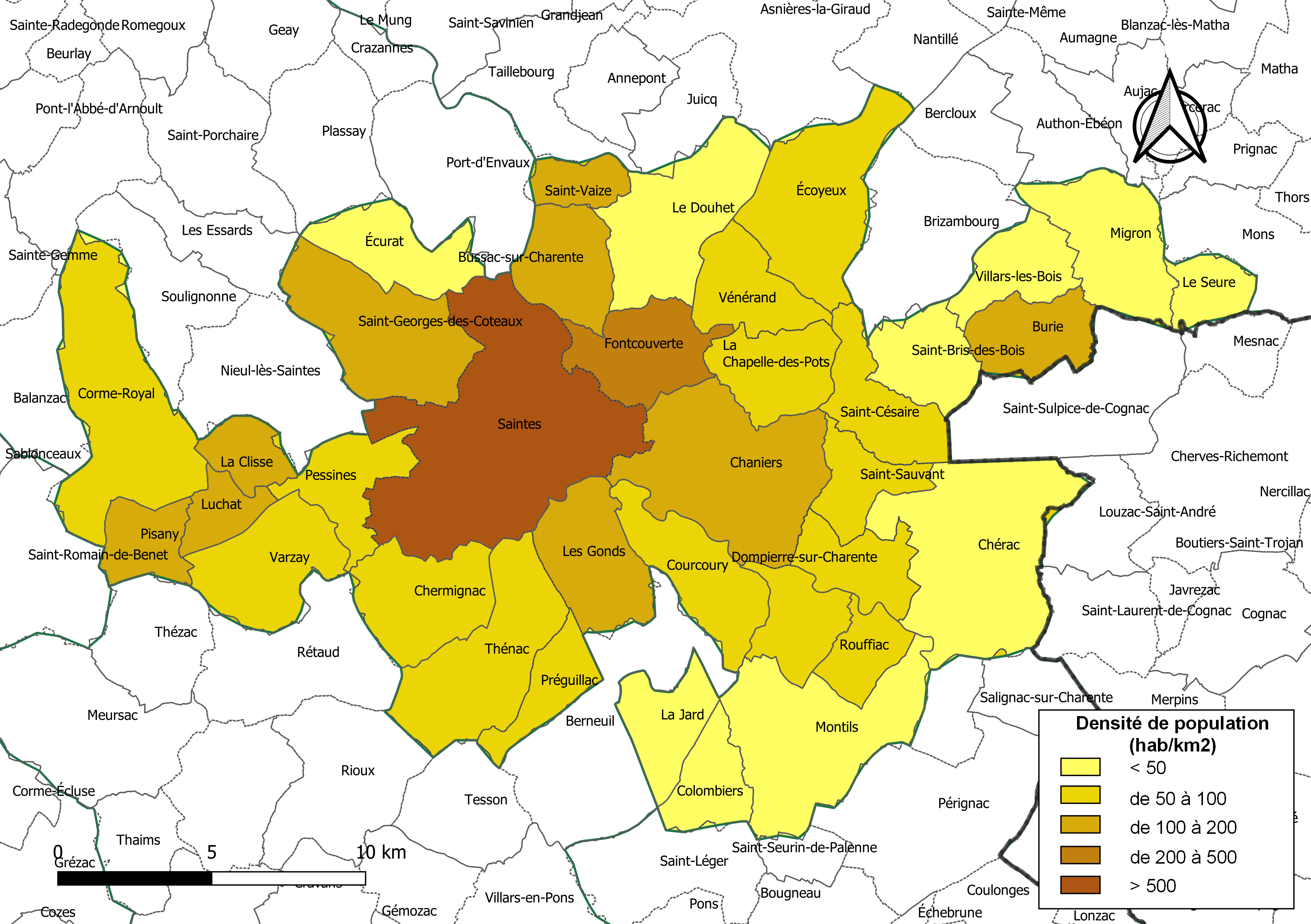
Carte des densités de population (millésimée 2016) des communes de la communauté d'agglomération de Saintes. Composition en communes au 1er janvier 2019.

### Composition
En 2025, la communauté d'agglomération est composée des 36 communes suivantes :

| Nom                       | Code Insee | Gentilé               | Superficie (km2) | Population (dernière pop. légale) | Densité (hab./km2) |
| ------------------------- | ---------- | --------------------- | ---------------- | --------------------------------- | ------------------ |
| Saintes (siège)           | 17415      | Saintais              | 45,55            | 25 312 (2022)                     | 556                |
| Burie                     | 17072      | Buriauds              | 9,19             | 1 337 (2022)                      | 145                |
| Bussac-sur-Charente       | 17073      | Bussacais             | 9,98             | 1 313 (2022)                      | 132                |
| Chaniers                  | 17086      | Chagnolais            | 26,53            | 3 634 (2022)                      | 137                |
| La Chapelle-des-Pots      | 17089      | Chapelains            | 10,27            | 1 007 (2022)                      | 98                 |
| Chérac                    | 17100      | Chéracais             | 29,88            | 1 135 (2022)                      | 38                 |
| Chermignac                | 17102      | Chermignacais         | 13,43            | 1 274 (2022)                      | 95                 |
| La Clisse                 | 17112      | Clissois              | 5,18             | 744 (2022)                        | 144                |
| Colombiers                | 17115      | Colombiérois          | 7,14             | 301 (2022)                        | 42                 |
| Corme-Royal               | 17120      | Cormillons            | 27,18            | 1 969 (2022)                      | 72                 |
| Courcoury                 | 17128      | Courcourois           | 12,66            | 717 (2022)                        | 57                 |
| Dompierre-sur-Charente    | 17141      | Dompierrois           | 8,29             | 483 (2022)                        | 58                 |
| Le Douhet                 | 17143      | Douhetiens            | 18,35            | 705 (2022)                        | 38                 |
| Écoyeux                   | 17147      | Écoziliens            | 20,34            | 1 380 (2022)                      | 68                 |
| Écurat                    | 17148      | Escuriens/Écurassiens | 10,55            | 445 (2022)                        | 42                 |
| Fontcouverte              | 17164      | Fontcouvertois        | 11,58            | 2 313 (2022)                      | 200                |
| Les Gonds                 | 17179      | Gontais               | 12,96            | 1 759 (2022)                      | 136                |
| La Jard                   | 17191      | La Jardais            | 8,48             | 427 (2022)                        | 50                 |
| Luchat                    | 17214      | Luchatais             | 4,67             | 513 (2022)                        | 110                |
| Migron                    | 17235      | Migronnais            | 15,06            | 699 (2022)                        | 46                 |
| Montils                   | 17242      | Montiliens            | 23,64            | 871 (2022)                        | 37                 |
| Pessines                  | 17275      | Pessinois             | 9,05             | 799 (2022)                        | 88                 |
| Pisany                    | 17278      | Pisanéens             | 6,59             | 775 (2022)                        | 118                |
| Préguillac                | 17289      | Préguillacais         | 6,6              | 438 (2022)                        | 66                 |
| Rouffiac                  | 17304      | Rouffiacais           | 5,85             | 503 (2022)                        | 86                 |
| Saint-Bris-des-Bois       | 17313      | Saint-Briciens        | 9,06             | 388 (2022)                        | 43                 |
| Saint-Césaire             | 17314      | Acériens              | 10,41            | 894 (2022)                        | 86                 |
| Saint-Georges-des-Coteaux | 17336      | Saint-Georgiens       | 19,23            | 2 840 (2022)                      | 148                |
| Saint-Sauvant             | 17395      | Saint-Sylvanais       | 7,05             | 514 (2022)                        | 73                 |
| Saint-Sever-de-Saintonge  | 17400      | Saint-Severins        | 8,13             | 648 (2022)                        | 80                 |
| Saint-Vaize               | 17412      | Vasiliens             | 4,61             | 628 (2022)                        | 136                |
| Le Seure                  | 17426      | Seurois               | 5,68             | 275 (2022)                        | 48                 |
| Thénac                    | 17444      | Thénacais             | 19,17            | 1 702 (2022)                      | 89                 |
| Varzay                    | 17460      | Varzéens              | 14,04            | 847 (2022)                        | 60                 |
| Vénérand                  | 17462      | Vénérandais           | 9,65             | 771 (2022)                        | 80                 |
| Villars-les-Bois          | 17470      | Villarboisiens        | 8,6              | 240 (2022)                        | 28                 |

### Démographie
| 1968   | 1975   | 1982   | 1990   | 1999   | 2010   | 2015   | 2021   |
| ------ | ------ | ------ | ------ | ------ | ------ | ------ | ------ |
| 45 948 | 47 640 | 49 452 | 52 210 | 53 354 | 58 898 | 59 484 | 60 641 |

## Organisation

### Siège
Le siège de la communauté d'agglomération est situé au 12, boulevard Guillet Maillet à Saintes.

### Élus
La communauté de communes est administrée par son conseil communautaire, composé pour la mandature 2020-2026 de 64 conseillers municipaux représentant chacune des  communes membres et répartis en fonction de leur population de la manière suivante : 

-  25 délégués pour Saintes ; 

-   3 délégués pour Chaniers ; 

-   2 délégués pour Fontcouverte et Saint-Georges-des-Coteaux ; 

-   1 délégué ou son suppléant pour les 32 autres communes.

À la fin des élections municipales de 2020 en Charente-Maritime, le conseil communautaire renouvelé a élu le 16 juillet 2020 son nouveau président, Bruno Drapron, nouveau maire de Saintes, ainsi que que ses 13 vice-présidents, qui sont : 
1. Éric Pannaud, maire de Chaniers, chargé de Ferrocampus, campus connecté, éducation, centres de loisirs ;
2. Francis Grellier, maire de Fontcouverte, chargé des bâtiments, travaux et commission d’appel d’offres
3. Marie-Line Cheminade, adjointe au maire de Saintes, chargée des ressources humaines ;
4. Frédéric Rouan, maire de Saint-Georges-des-Coteaux, chargé du projet de territoire, attractivité et aménagement du territoire
5. Alexandre Grenot, maire des Gonds, chargé du tourisme, politique culturelle et sportive ;
6. Fabrice Barusseau, maire de Villars-les Bois, chargé de la transition écologique, eau, assainissement et transition numérique ;
7. Véronique Cambon, conseillère municipale déléguée de Saintes, chargée de la petite enfance, jeunesse ;
8. Pierre-Henri Jallais, maire de la Chapelle-des-Pots, chargé de l'économie sociale et solidaire, économie circulaire ;
9. Jérôme Gardelle, maire de La Jard, chargé de la politique des déchets ;
10. Jean-Luc Marchais, maire de Bussac-sur-Charente, chargé du plan local d’urbanisme intercommunal et urbanisme ;
11. Philippe Callaud, adjoint au maire de Saintes, chargé des finances;
12. Pascal Gillard, maire d’Écoyeux, chargé de la politique sociale, Centre communal d’action sociale (CCAS) et gens du voyage
13. Philippe Delhoume, maire de Pessines, chargé des transports et mobilité.

### Liste des présidents
| Période                                  | Période                    | Identité              | Étiquette | Qualité                             |
| ---------------------------------------- | -------------------------- | --------------------- | --------- | ----------------------------------- |
| Les données manquantes sont à compléter. |                            |                       |           |                                     |
| 2013                                     | mars 2016,                 | Jean-Philippe Machon  | DVD       | Maire de Saintes (2014 → 2020)      |
| mars 2016                                | 2020                       | Jean-Claude Classique | DVD       | Maire de Fontcouverte (2001 → 2020) |
| 2020                                     | En cours (au 12 mars 2025) | Bruno Drapron         | Horizons  | Maire de Saintes (2020 → )          |

### Compétences
En 2024, les compétences de la communauté d'agglomération sont les suivantes :
- Le développement économique (gestion des zones d'activités communautaires, actions de développement économique, politique locale du commerce, promotion du tourisme) ;

- L’aménagement du territoire (élaboration des  documents d'urbanisme, opérations d'aménagement reconnues d’intérêt communautaire, organisation de la mobilité) ;

- Équilibre social de l'habitat  (programme local de l'habitat, politique du logement d'intérêt communautaire, aide au logement social, réserves foncières pour la mise en œuvre de la compétence, actions en faveur deu logement des personnes défavorisées, amélioration du parc immobilier bâti d'intérêt communautaire) ;

- La politique de la ville dans la communauté (diagnostic du territoire, définition et mise en œuvre des orientations du contrat de ville, dispositifs contractuels de développementurbain, de développement local et d'insertion économique et sociale ainsi que des dispositifs locaux de prévention de la délinquance, participation à l'insertion professionnelle, animation du conseil intercommunal sécurité et prévention de la délinquance) ;

- Gestion des milieux aquatiques et prévention des inondations (GEMAPI)

- Accueil des Gens du voyage (aires d'accueil et terrains familiaux des Gens du voyage) ;

- La collecte et le traitement  des déchets ;

- Eau et assainissement des eaux usées, gestion des eaux pluviales urbaines ;

- Protection et mise en valeur de l'environnement (Lutte contre la pollution de l'air, lutte contre les nuisances sonores, soutien aux actions de maîtrise de la demande d'énergie)

- Action sociale d'intérêt communautaire ;

- Équipements culturels et sportifs reconnus d'intérêt communautaire ;

- Voirie et parcs de stationnement reconnus d'intérêt communautaire ;

- Tourisme ('Aqueduc gallo-romain, équipements fluviaux à vocation touristique dans le cadre du contrat de Fleuve Charente, office du tourisme communautaire, schéma de développement touristique, animations touristiques à rayonnement intercommunal contribuant à l'attractivité du territoire et permettant de valoriser et animer certains atouts du territoire)

- L'éducation-enfance-jeunesse (services à la petite enfance, fonctionnement des écoles, accueils périscolaires et de loisirs, restaurant scolaire, Projet Éducatif Global de Territoire) ;

- Le refuge pour animaux ;
- Les pompes funèbres.

- Études en lien avec le projet de territoire et préalables à la définition de l'intérêt communautaire ;

- Protection et valorisation des milieux naturels et de la biodiversité ;

- Mise en place de projets territoriaux de développement durable ;

- Communications électroniques ;

- Promotion des énergies renouvelables sur le territoire : participation a des sociétés de projets dont l'objet est le développement de centrales photovoltaïques au sol ;

- Participation a une convention France services dans les quartiers politique de la ville et définition des obligations de service public correspondantes ;

### Régime fiscal et budget
La communauté d'agglomération est un établissement public de coopération intercommunale à fiscalité propre.
Afin de financer l'exercice de ses compétences, l'intercommunalité perçoit, comme toutes les communautés d'agglomération, la fiscalité professionnelle unique (FPU) – qui a succédé à la taxe professionnelle unique (TPU) – et assure une péréquation de ressources.
Elle ne reverse pas de dotation de solidarité communautaire (DSC) à ses communes membres.
En 2024, la communauté d'agglomération a perçu 4 270 269€ de dotation globale de fonctionnement (DGF), soit 66,60 €/habitatnt.

## Projets et réalisations
Conformément aux dispositions légales, une communauté d'agglomération a pour objet d'associer « au sein d'un espace de solidarité, en vue d'élaborer et conduire ensemble un projet commun de développement urbain et d'aménagement de leur territoire ».